# Mezalians
Mezalians (fr. mésalliance) – małżeństwo z osobą niższego stanu, np. szlachcica z chłopką. Było uważane za małżeństwo nierówne, nieodpowiednie i niestosowne. Dzisiaj pojęcie bywa używane w odniesieniu do związku osób różniących się pochodzeniem, a potocznie także statusem majątkowym czy wykształceniem.
Motyw mezaliansu występuje w utworach literackich, np.: Nad Niemnem Elizy Orzeszkowej, Trędowata Heleny Mniszkówny, Skąpiec Moliera, Duma i uprzedzenie Jane Austen, Wesele Stanisława Wyspiańskiego, Lalka Bolesława Prusa oraz w produkcjach filmowych, m.in.: w serialach Daleko od szosy, Zniewolona i filmach Uprowadzenie Agaty, Wichrowe Wzgórza.